# بات غلينون
بات غلينون (بالإنجليزية: Pat Glennon) هو فارس أسترالي، ولد في 23 أغسطس 1927، وتوفي في 14 فبراير 2004.